# Niklas Malacinski
Niklas Malacinski (Steamboat Springs, 7 dicembre 2003) è un combinatista nordico statunitense.

## Biografia
Originario di Steamboat Springs e fratello di Annika, a sua volta combinatista nordica, Malacinski, attivo dal settembre del 2015, ha esordito in Coppa del Mondo il 15 gennaio 2021 in Val di Fiemme (41º) e ai Campionati mondiali a Oberstdorf 2021, dove si è classificato 9º nella gara a squadre; ai Mondiali di Planica 2023 si è piazzato 31º nel trampolino normale, 38º nel trampolino lungo, 8º nella gara a squadre e 7º nella gara a squadre mista e a quelli di Trondheim 2025 è stato 29º nel trampolino normale, 35º nel trampolino lungo, 8º nella gara a squadre e 9º nella gara a squadre mista.

## Palmarès

### Coppa del Mondo
- Miglior piazzamento in classifica generale: 25º nel 2024